# Consulat général d'Algérie à Metz
 (août 2016).
Le consulat d'Algérie à Metz est une représentation consulaire de la République algérienne démocratique et populaire en France. Il est situé à Metz, en Lorraine.
En plus du consulat à Metz, l'Algérie dispose de 17 autres représentations en France. Les autres représentations incluent une ambassade à Paris et des consulats à Besancon, Bordeaux, Grenoble, Lille, Lyon, Marseille, Montpellier, Nantes, Nice, Bobigny, Nanterre, Paris, Vitry-sur-Seine, Saint-Étienne, Strasbourg, et à Toulouse.